# Chonchi
Chonchi is een gemeente in de Chileense provincie Chiloé in de regio Los Lagos. Chonchi telde 14.858 inwoners in 2017.